# Zyklus der Monate

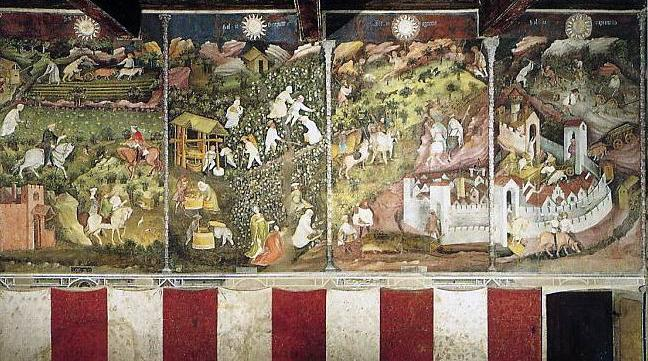
Zyklus der Monate, um 1400, Adlerturm in Trient

Beim Zyklus der Monate (italienisch Ciclo dei Mesi oder auch I dodici mesi) handelt es sich um eine Gruppe von Freskenmalereien im Adlerturm des Castello del Buonconsiglio in Trient.

## Geschichte
Der Adlerturm (italienisch Torre Aquila) war ursprünglich eines der vier Stadttore, der im Laufe des 13. Jahrhunderts errichteten Stadtmauer von Trient. Unter Fürstbischof Georg von Liechtenstein (1390–1419) wurde der einfache Wehrturm Ende des 14. Jahrhunderts für private Zwecke umgestaltet. Der Umbau betraf auch einen Teil der Stadtmauer, mit der der Turm verbunden war. Die Mauer wurde überdacht und mit dem zweiten Stock der fürstbischöflichen Residenz im Castello del Buonconsiglio verbunden und bildete so einen von öffentlichen Blicken entzogenen Privatzugang zum Adlerturm.
Georg von Liechtenstein ließ den Turm restaurieren, erhöhen und mit Malereien ausschmücken, von denen nur die Monatsbilder im Mittelraum des Turms erhalten blieben. Ein Künstlername ist mit den Fresken nicht sicher zu verbinden. Ob jener Wenzel, der 1397 als Hofmaler des Bischofs genannt wird, hier beteiligt war und ob er Böhme war, kann nur vermutet werden. Einig ist man sich heute aber, dass der Künstler der Monatsbilder aus dem Norden kam. Dafür sprechen motivische Eigenheiten (Auswahl typischer Pflanzen und Zugtiere, gotische Architekturen) und stilistische Indizien (vertikal addierende statt perspektivisch-tiefenräumliche Komposition). Inspiriert wurde er vermutlich von den Miniaturen der Handschrift Tacuinum sanitatis, die sich nachweislich im Besitz des Bischofs befand.

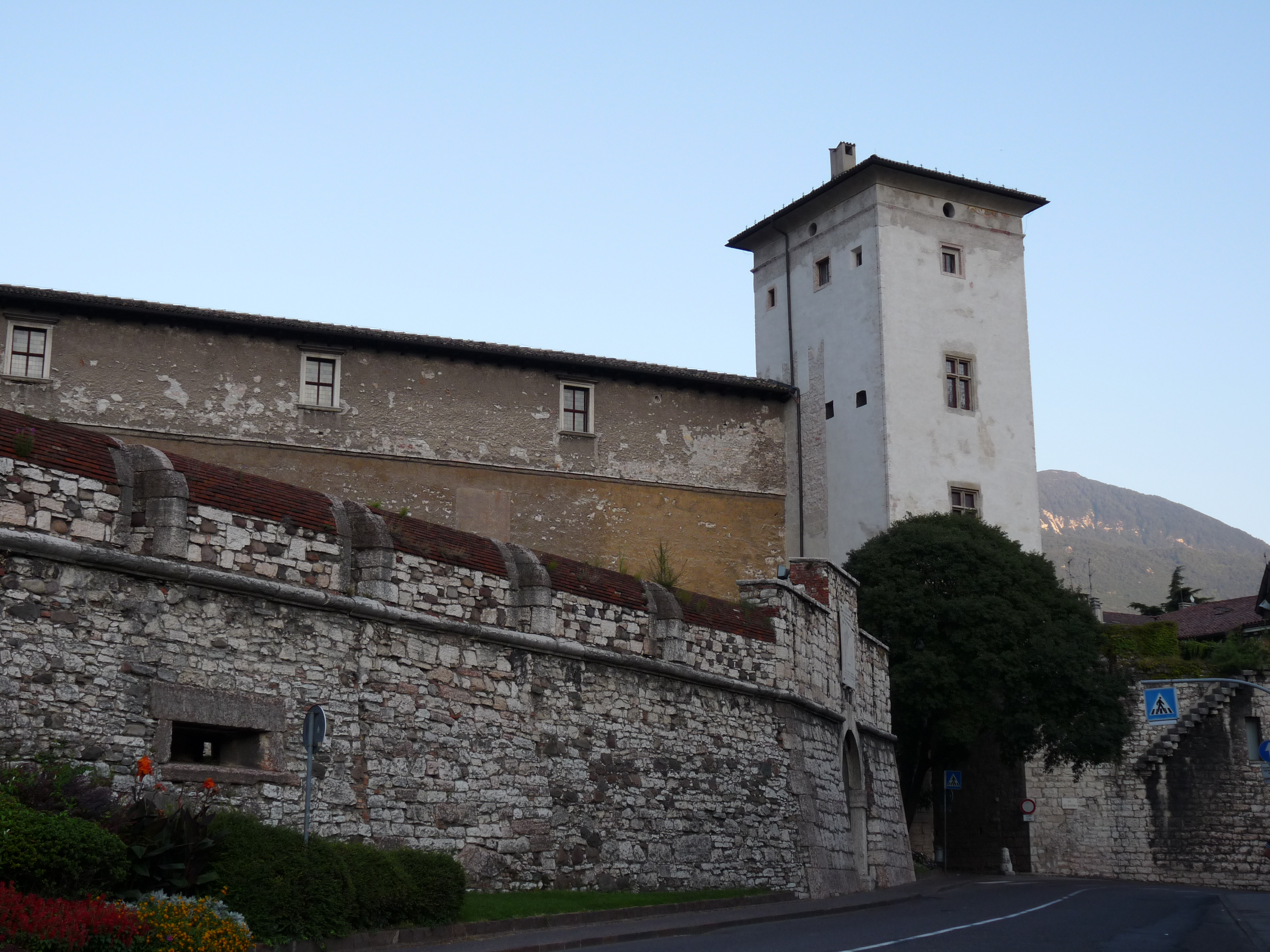
Der Adlerturm mit dem Verbindungsgang zum Schloss Buonconsiglio

Die Vereinnahmung des Tores und der Stadtmauer durch den Liechtensteiner wurde von der Bevölkerung der Stadt jedoch kritisiert. Nach dem Aufstand der Stadt 1407 unter der Führung von Rodolfo Belenzani und der Vertreibung des Bischofs mit Hilfe von Herzog Friedrich IV. wurde das Tor wieder unter die Kontrolle der Stadt gestellt. Der Turm mit seinen Fresken ist für Besucher im Zusammenhang mit der Besichtigung von Schloss Buonconsiglio zugänglich.

## Darstellungen
Den rechteckigen Saal umgeben 12 Bildfelder (von denen nur der März durch Brand verloren ging), die durch gemalte Säulchen getrennt sind und jeweils einen „Ausblick“ in die topographisch kontinuierliche, aber jahreszeitlich wechselnde Berglandschaft bieten.
Die elf Darstellungen zeigen, meist im Hintergrund, die verschiedenen bäuerlichen Tätigkeiten im jeweiligen Monat (Land- und Weidewirtschaft sowie Weinbau), vor allem aber die der jeweiligen Jahreszeit entsprechenden Vergnügungen der adligen Gesellschaft (Falkenjagd und Abrichtung der Vögel, Turnier, Schneeballschlacht usw.).
Auch in den Naturdarstellungen sind die Veränderungen der Landschaft im Jahreslauf genau beobachtet: Die winterliche Landschaft ist kahl und wird durch den Schnee aufgehellt. Üppige Vegetation zeigt sich im Frühling, im Sommer wird die Ernte als Hauptaufgabe der Landwirtschaft dargestellt und der Herbst (November) zeigt das trockene Laub auf dem Boden. Die Liebe zum Detail bemerkt man in der unterschiedlichen Darstellung der Kleidung in der jeweiligen Zeit sowie die bunten Gewänder der Adligen im Gegensatz zu der einfacheren, praktischen Kleidung der arbeitenden Bevölkerung. Verschiedenste Architekturen vervollständigen das Bild einer gebirgigen, aber durchweg kulturell geprägten Landschaft.

## Bedeutung
Die Darstellungen gehören zu den bedeutendsten und erfindungsreichsten europäischen Beispielen der internationalen Gotik, die um 1400 ein Netz von Kunstbeziehungen zwischen den europäischen Höfen geknüpft hatte. Die Trienter Monatsbilder belegen die Rolle der Alpenregion als kulturelle Schnittstelle zwischen dem Norden (Frankreich, Deutschland, Böhmen) und Süden (Italien).

## Bilder

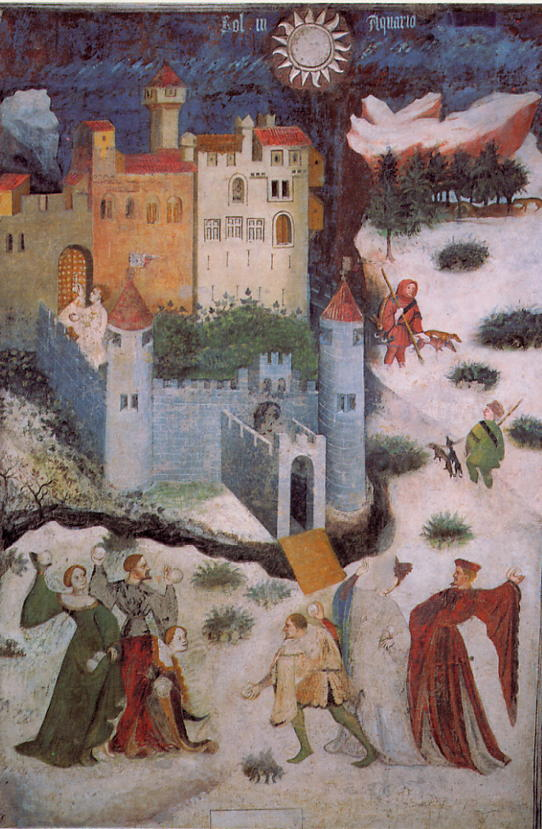
Januar
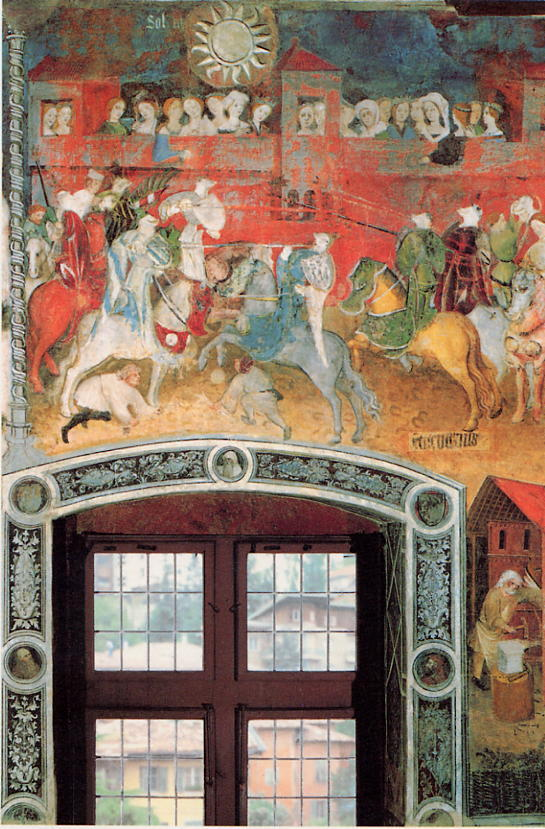
Februar
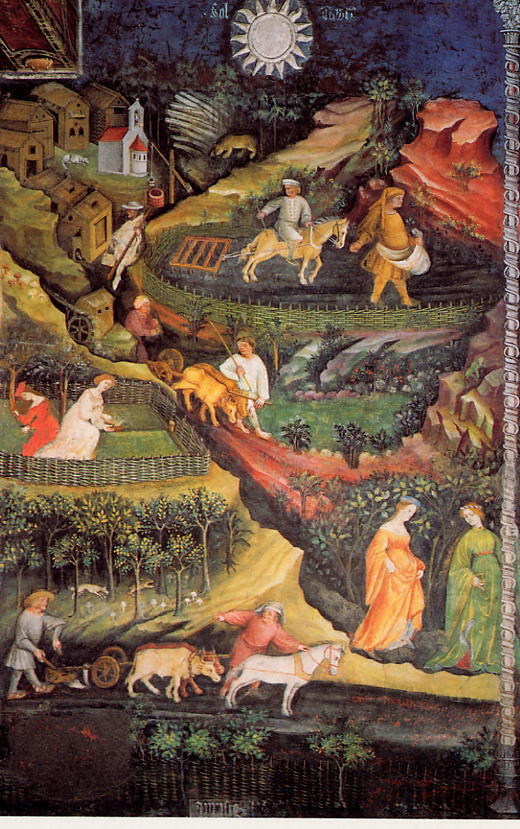
April
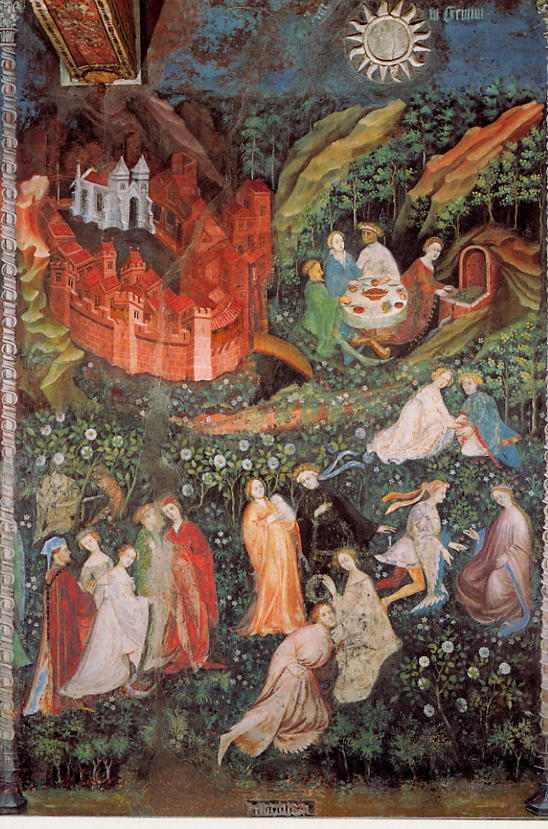
Mai
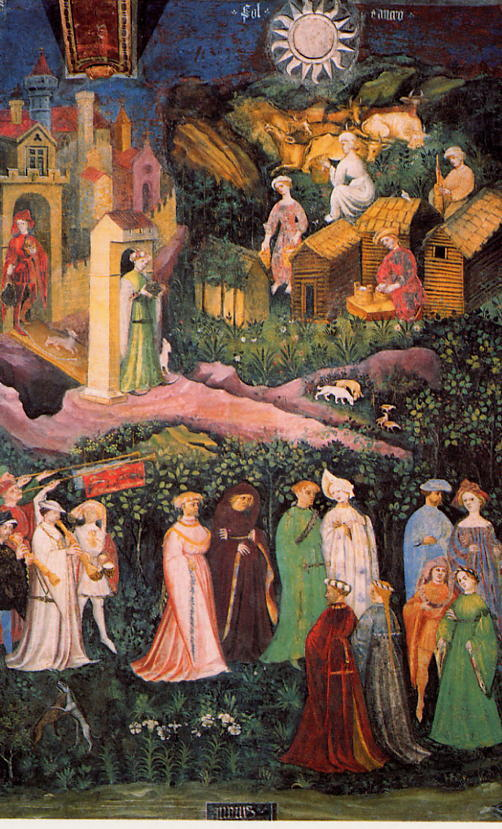
Juni
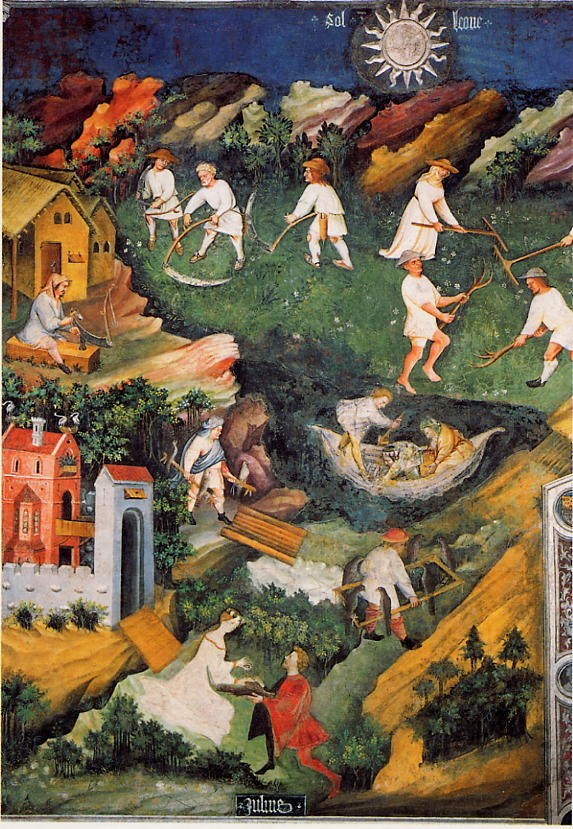
Juli
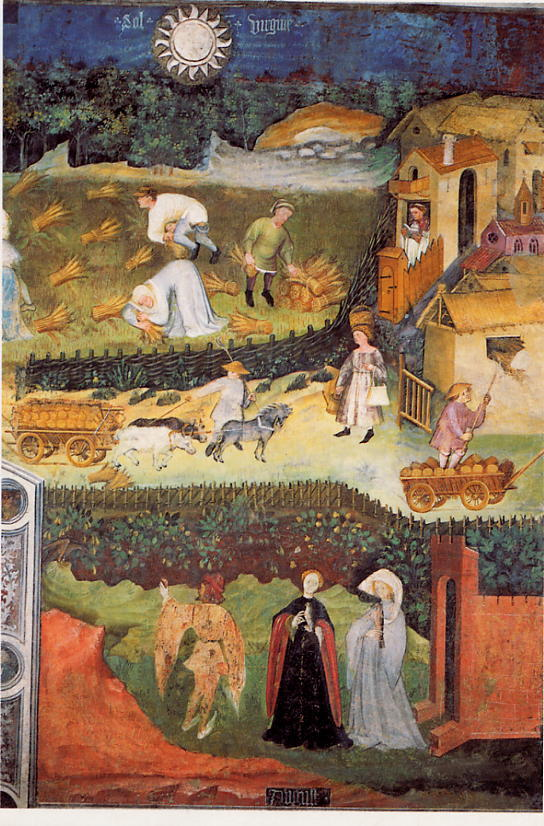
August
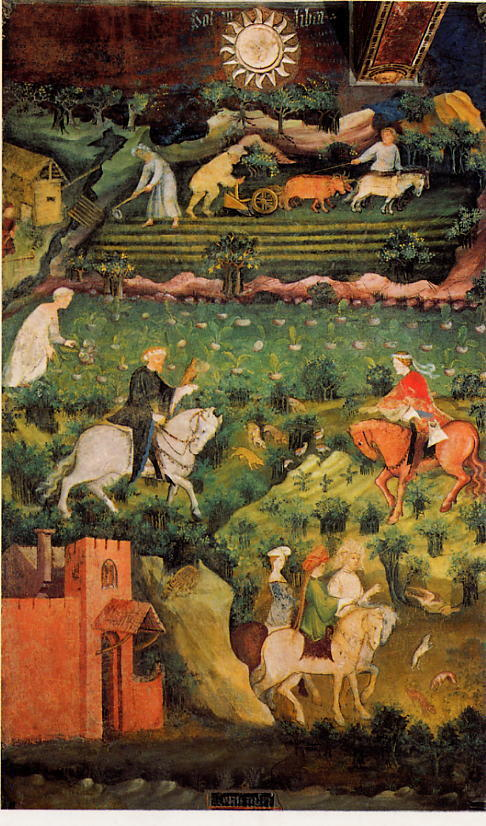
September
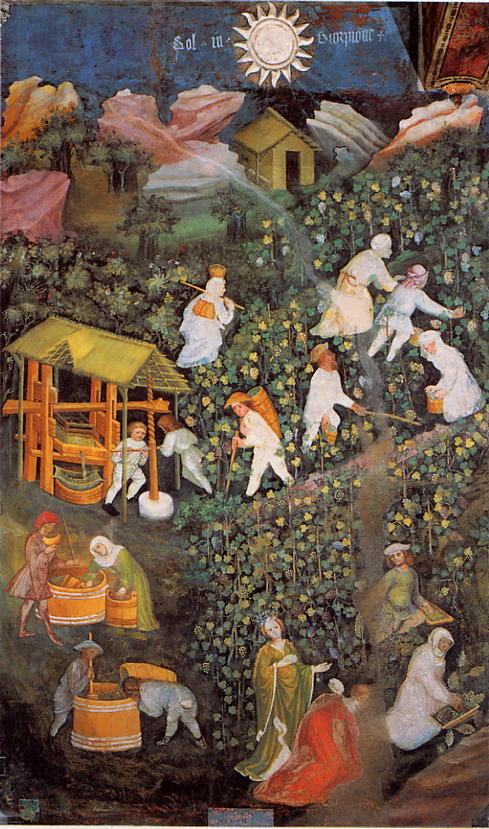
Oktober
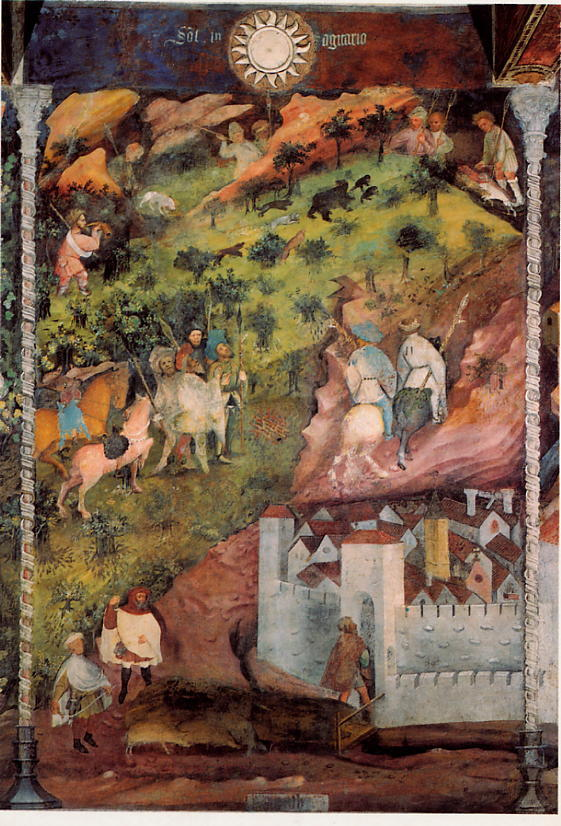
November
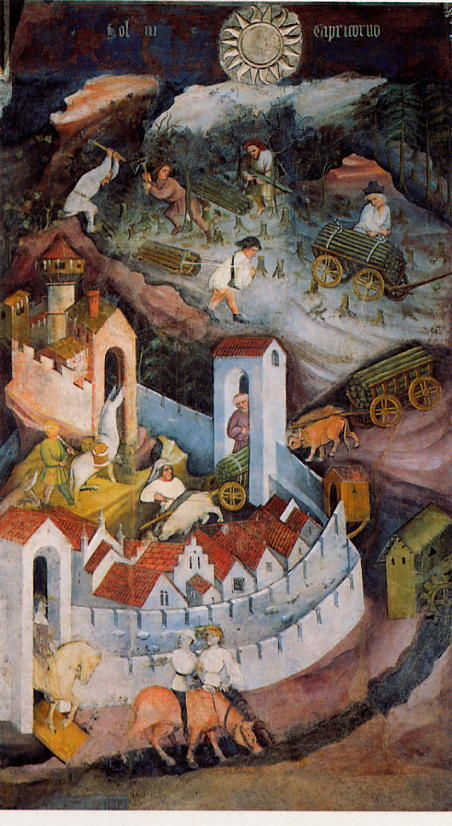
Dezember

## Bibliografie
- Mariano Welber: Affreschi dei mesi di torre d’Aquila Castello Buonconsiglio (sec. XV). UCT, Trient 1995, ISBN 88-86246-39-0.
- Pierluigi De Vecchi, Elda Cerchiari: I tempi dell'arte. Band 2, Bompiani, Mailand 1999.
- Alfred Stange: Deutsche Malerei der Gotik, Band 10, Verlag Kraus Reprint, 1969, S. 139ff.
- Nicolò Rasmo: Die Fresken im Adlerturm zu Trient. Manfrini, Rovereto 1962
- Manfred Wundram, in: Die Parler und der schöne Stil 1350–1400: Europäische Kunst unter den Luxemburgern., Band 1. Schnütgen-Museum, Köln 1978, S. 38–39.